# Ivet Lalova
Ivet Lalova-Collio (en búlgaro: Ивет Лалова Sofía, Bulgaria el 18 de mayo de 1984) es una atleta búlgara especializada en pruebas de velocidad. Su entrenador es Kotse Milanov.

## Biografía
Hija de Miroslav Lalov, atleta destacado en Bulgaria en la década de los 60, al igual que su madre Liliya Petrunova. En el año 2000 se proclamó campeona de Bulgaria en categoría júnior en 100 metros. En el 2001 fue 4.ª en los 200 metros de los Mundiales Junior celebrados en Debrecen. En el 2003 hizo el doblete en 100 y 200 metros en los campeonatos de Europa Junior celebrados en Tampere.
Ya en el 2004 se produjo su definitiva consagración en el panorama atlético internacional, pese a su gran juventud. Tras unas buenas actuaciones en los campeonatos nacionales, durante la Copa de Europa celebrada en Plovdiv, consiguió una gran marca de 10.77 en los 100 metros, que la mejor marca mundial del año y la sexta mejor de todos los tiempos. Esto la dio a conocer al mundo.
En los Juegos Olímpicos de Atenas 2004 tuvo una buena actuación. Aunque no pudo ganar ninguna medalla, disputó las finales de 100 y 200 metros, siendo 4.ª en los 100 y 5.ª en los 200. 
En la temporada de pista cubierta de 2005 consiguió otro éxito en los Campeonatos de Europa de Madrid, ganando el oro en los 200 metros. 
Era una de las grandes favoritas para los Campeonatos del Mundo al aire libre que se celebrarían en Helsinki, Finlandia, en el mes de agosto de ese año, pero un desgraciado accidente mientras realizaba el calentamiento para competir en una carrera en Atenas la hizo fracturarse una pierna y tuvo que pasar por el quirófano.
Una serie de complicaciones en su recuperación la hicieron estar dos años alejada de las pistas. Su reaparición se produjo el 29 de mayo de 2007 en Belgrado, consiguiendo la victoria en una prueba de 100 metros.